# 哈特勒斯 (北卡羅萊納州)
哈特勒斯（英語：Hatteras）是位於美國北卡羅萊納州戴爾縣的普查規定居民點。

## 人口
根據2020年美國人口普查的數據，哈特勒斯的面積為6.40平方千米，當中陸地面積為4.08平方千米，而水域面積為2.31平方千米。當地共有人口577人，而人口密度為每平方千米90.16人。